# Championnat de France des rallyes 1979
Navigation
Édition précédente Édition suivante
Le championnat de France des rallyes 1979 fut remporté par Bernard Béguin sur une Porsche 911 SC. C'est le premier des quatre titres remportés par celui qui sera plus tard président de la commission des rallyes au sein de la FFSA.

## Rallyes de la saison 1979
| N° | Dates                     | Rallye                    | Vainqueur           | Copilote           | Voiture                 |
| 1  | 24 février-25 février     | Ronde de la Giraglia      | Bernard Béguin      | Jean-Jacques Lenne | Porsche 911 SC          |
| 2  | 10 mars-11 mars           | Rallye Lyon-Charbonnières | Michèle Mouton      | Françoise Conconi  | Fiat 131 Abarth         |
| 3  | 24 mars-25 mars           | Critérium de Touraine     | Bernard Béguin      | Jean-Jacques Lenne | Porsche 911 SC          |
| 4  | 7 avril-8 avril           | Critérium Jean Behra      | Francis Vincent     | Willy Huret        | Porsche 911 SC          |
| 5  | 21 avril-22 avril         | Ronde d'Armor             | Bernard Béguin      | Jean-Jacques Lenne | Porsche 911 SC          |
| 6  | 4 mai-6 mai               | Critérium Alpin           | Francis Vincent     | Willy Huret        | Porsche 911 SC          |
| 7  | 18 mai-20 mai             | Rallye de Lorraine        | Bernard Béguin      | Jean-Jacques Lenne | Porsche 911 SC          |
| 8  | 26 mai-27 mai             | Ronde Cévenole            | Jean-Claude Andruet | pas de copilote    | Fiat 131 Abarth         |
| 9  | ?                         | Rallye du Forez           | Bernard Béguin      | Jean-Jacques Lenne | Porsche 911 SC          |
| 10 | 16 juin-17 juin           | Rallye d'Antibes          | Bernard Béguin      | Jean-Jacques Lenne | Porsche 911 SC          |
| 11 | 16 septembre-20 septembre | Tour de France automobile | Bernard Darniche    | Alain Mahé         | Lancia Stratos HF       |
| 12 | 13 octobre-14 octobre     | Rallye de la Châtaigne    | Bernard Béguin      | Jean-Jacques Lenne | Porsche 911 SC          |
| 13 | 20 octobre-21 octobre     | Rallye du Mont-Blanc      | Jean Krucker        | Baud               | Porsche 911 Carrera RSR |
| 14 | 2 novembre-4 novembre     | Tour de Corse             | Bernard Darniche    | Alain Mahé         | Lancia Stratos HF       |
| 15 | 17 novembre-18 novembre   | Critérium des Cévennes    | Bernard Béguin      | Jean-Jacques Lenne | Porsche 911 SC          |
| 16 | 1er décembre-2 décembre   | Rallye du Var             | Francis Bondil      | Brunel             | Porsche 911 Carrera RSR |

## Classement du championnat
| Place | Pilote              | Voiture                              | Points | 1   | 2   | 3   | 4   | 5   | 6   | 7   | 8   | 9   | 10  | 11  | 12  | 13 | 14  | 15  | 16 |
| ----- | ------------------- | ------------------------------------ | ------ | --- | --- | --- | --- | --- | --- | --- | --- | --- | --- | --- | --- | -- | --- | --- | -- |
| 1er   | Bernard Béguin      | Porsche 911 SC                       | 925    | 1er | 2e  | 1er | ab  | 1er | ab  | 1er | 2e  | 1er | 1er | ab  | 1er |    | ab  | 1er |    |
| 2e    | Michèle Mouton      | Fiat 131 Abarth                      | 620    | ab  | 1er | ab  | 2e  | 2e  | ab  | 3e  | 3e  | ab  | 2e  | 3e  | 2e  |    | 5e  | 3e  | 2e |
| 3e    | Jean-Louis Clarr    | Opel Kadett GTE Gr 1                 | 615    | 4e  | 3e  | 11e | 3e  |     | 4e  | 4e  | ab  | ab  |     | 4e  |     | 3e | ab  | 9e  |    |
| 4e    | Yves Loubet         | Opel Kadett GTE Gr 2                 | 515    | 5e  | 5e  | 8e  | ab  |     | 3e  |     | ab  | 2e  | 4e  | 5e  | ab  |    | ab  | 10e | ab |
| 5e    | Jean-Claude Andruet | Fiat 131 Abarth                      | 340    | ab  | ab  | 2e  | ab  | ab  | ab  | 2e  | 1er |     | ab  | 2e  |     |    | ab  | ab  |    |
| 6e    | Bernard Darniche    | Lancia Stratos HF                    | 290    |     |     |     |     |     |     |     |     |     |     | 1er |     |    | 1er |     |    |
| 7e    | Francis Vincent     | Porsche Carrera 3.0                  | 275    |     |     | 3e  | 1er |     | 1er | ab  |     |     |     |     |     |    |     |     |    |
| 8e    | Michel Teilhol      | Porsche Carrera Gr 3                 | 220    |     |     |     |     | 4e  |     |     |     |     |     |     | 4e  |    |     | 6e  |    |
| 8e=   | André Colard        | Opel Kadett GTE gr 2 Porsche Carrera | 220    |     |     |     |     |     |     |     |     |     | 8e  |     |     | 4e |     | 15e |    |
| 10e   | Alain Oreille       | Simca 1000 Rallye 3                  | 175    |     |     |     |     |     |     |     | 10e |     |     |     |     |    |     | 12e | 8e |